# 荷拉斯兄弟之誓
《荷拉斯兄弟之誓》（法語：Le Serment des Horaces）是法國畫家雅克-路易·大衛於1784年之作品。這是新古典主義的作品，亦是大衛的成名之作。

## 簡介
畫家重視建築，藉此表達理性。畫中三兄弟在左面，父親在中間，三兄弟的妻子及姊妹在右面。这个故事来自李维的《建城以来史》，講述羅馬與阿尔巴隆加的戰爭中，三兄弟向父親立下誓言以表決心，他們姊妹的阿尔巴隆加人丈夫亦要被他們所殺。
畫中男人手腳被畫成直線，以表示愛國心，即國家的最高道德；女人則被畫成弧線，與男人造成對比，為大事等待男人解決。作者以這幅作品教育國民，使藝術與政治拉上關係。此畫以深色背景突出主題，定格的畫面亦有助表現理性。此作品畫於法國大革命前，表示效忠國家比效忠民族、神更重要。作品所要渲染的是，城邦的利益高于个人和家族的利益，荣誉和自我牺牲是义不容辞的公民品质，是最典型不过的新古典主义的理性与主题。

## 作畫風格
這幅畫有明顯的新古典主義藝術之風格，採用了不少有特色的技術。畫的背景十分暗，而人物則很明亮，令人物更突出，陰沈的顏色更突顯背後的嚴肅氣氛。畫面構圖有精密的部署，三位兄弟伸直手臂向畫的正中心，表現其堅定立誓的一剎那。主體焦點鮮明，物象清晰，沒矇矓之意，與洛可可藝術有明顯分別。筆觸被隱藏，可見畫家重視作品比重視自己之感受更多。定格之畫面更能表現理性，與著重感性的洛可可藝術相反。只有女性有表情，因為她們可用來表達感受，相反，畫中男性沒有表情，以表達嚴肅的英雄主義。這幅畫表達了複雜的道德及故事，令此畫被分類為新古典主義藝術。

## 其他事項
西班牙畫家弗朗西斯科·戈雅的浪漫主義作品《1808年5月3日的枪杀》與這幅畫有類似之處。三兄弟就像那幅畫的軍人，父親的動作就像該畫中即將被殺者。